# 魯斯 (東約克郡)
魯斯（英語：Roos）是英格蘭東約克郡的一個村莊和民政教區，位於赫爾河畔京斯頓東部、威瑟恩西西北部。據2011年英國人口普查統計，該村有1,168人。

## 文化影響
英國作家J·R·R·托爾金從一戰前線歸來後，曾在魯斯附近休養，當時他的妻子伊迪絲在魯斯的小樹林內唱歌跳舞，這段經歷對托爾金後來創作《貝倫與露西安》的故事有著極大影響。